# Ao (Volk)
Die Ao sind ein Stamm der Naga im indischen Bundesstaat Nagaland.

## Sprache und Wohngebiet
Bei der Volkszählung 2001 bestand er aus 232.000 Personen. Sie sprechen die nach ihnen benannte Sprache Ao. Das kulturelle Zentrum der Ao ist die Stadt Mokokchung.
Das Gebiet der Ao ist unterteilt in sogenannte Tsukongs. Es existieren sechs Tsukongs, die aus mehreren kleinen Dörfern, Städten mit administrativen Einrichtungen (headquarters) bestehen. Sie heißen:
- Ongpangkong,
- Langpangkong,
- Asetkong,
- Changkikong,
- Japukong und
- Tsurangkong.